# Edmund Pery (1er comte de Limerick)
Edmund Henry Pery (8 janvier 1758 – 7 décembre 1844) est un pair et un homme politique irlandais.

## Biographie
Il est le fils de William Pery (1er baron Glentworth) et de sa première épouse, Jane Walcott, et fait ses études au Trinity College, à Dublin. Il épouse Mary Alice, la fille de Henry Ormsby du comté de Mayo, et de son épouse Mary Hartstonge, en 1783, et ils ont au moins huit enfants. Mary Alice est l'héritière de son oncle, Sir Henry Hartstonge (3e baronnet), qui lui laisse une importante propriété dans le sud de l'Irlande. Elle est morte en 1850.

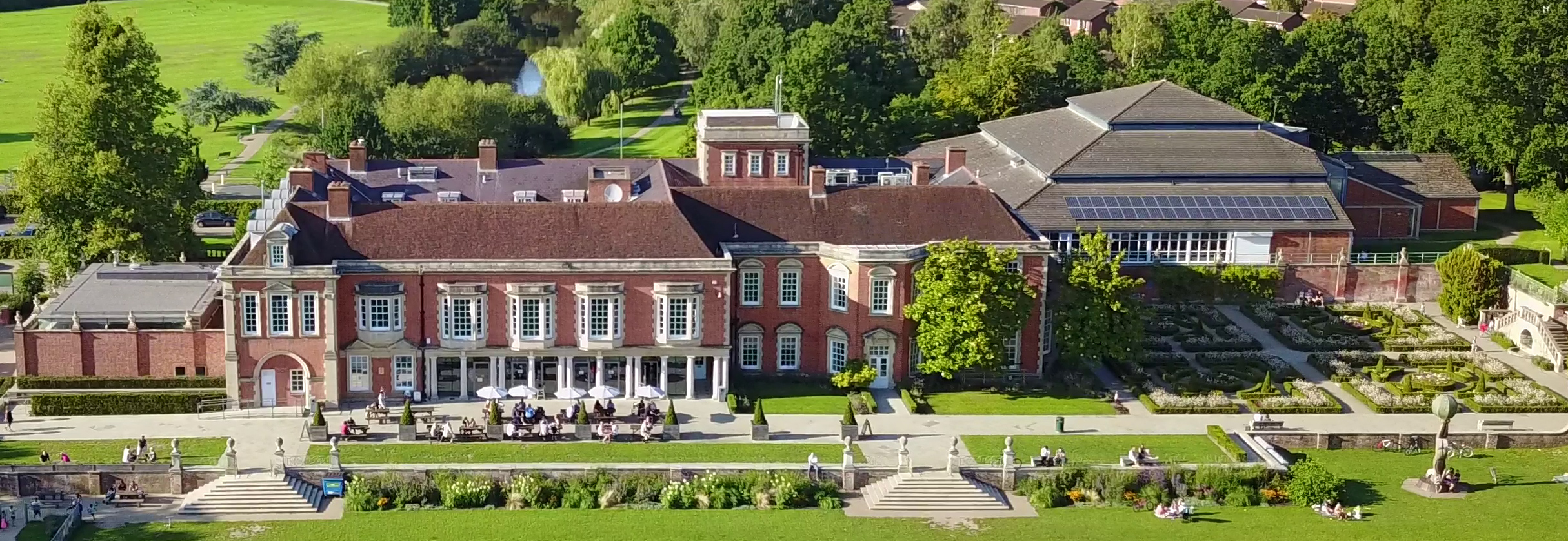
South Hill Park, Berkshire

Il est élu au Parlement irlandais en tant que député de Limerick en 1786 et occupe le siège jusqu'en 1794, quand il hérite de la baronnie de son père et prend son siège à la Chambre des lords irlandaise. Il est un unioniste convaincu. Il occupe le poste de gardien du sceau et du sceau privé d'Irlande entre 1795 et 1797. En 1797, il est investi en tant que conseiller privé et occupa par la suite les fonctions de greffier de la Couronne et de Hanaper d'Irlande entre 1797 et 1806. En 1800, il est créé vicomte de Limerick de la ville de Limerick.
Après l'acte d'Union 1800, il devient un pair représentatif, siégeant à la Chambre des lords britannique entre 1801 et 1844. Il est créé comte de Limerick dans la pairie d'Irlande le 1er janvier 1803, en reconnaissance de son soutien vif et persistant à l'Union. En outre, il est créé le 11 août 1815 baron Foxford de Stackpole Court dans la Pairie de Grande-Bretagne, lui donnant ainsi qu'à ses descendants un siège permanent à la Chambre des lords. Durant cette partie de sa vie, il vit à South Hill Park, dans le Berkshire, où il meurt en 1844.
Son fils aîné et héritier, le vicomte Glentworth, Henry, l'a précédé dans la tombe, en 1834; c'est ainsi que son petit-fil, Henry, lui succède. Une des filles de Pery, Theodosia, épouse l'homme politique whig et Chancelier de l'Échiquier, Thomas Spring Rice (1er baron Monteagle de Brandon).